# Nathan Smith (tennista)
Nathan M. Smith (fl. XX secolo) è stato un tennista statunitense.
Disputò il torneo di doppio di tennis, assieme a Joseph Charles, ai Giochi olimpici di Saint Louis 1904, in cui fu sconfitto agli ottavi di finale.